# Tillväxtborr

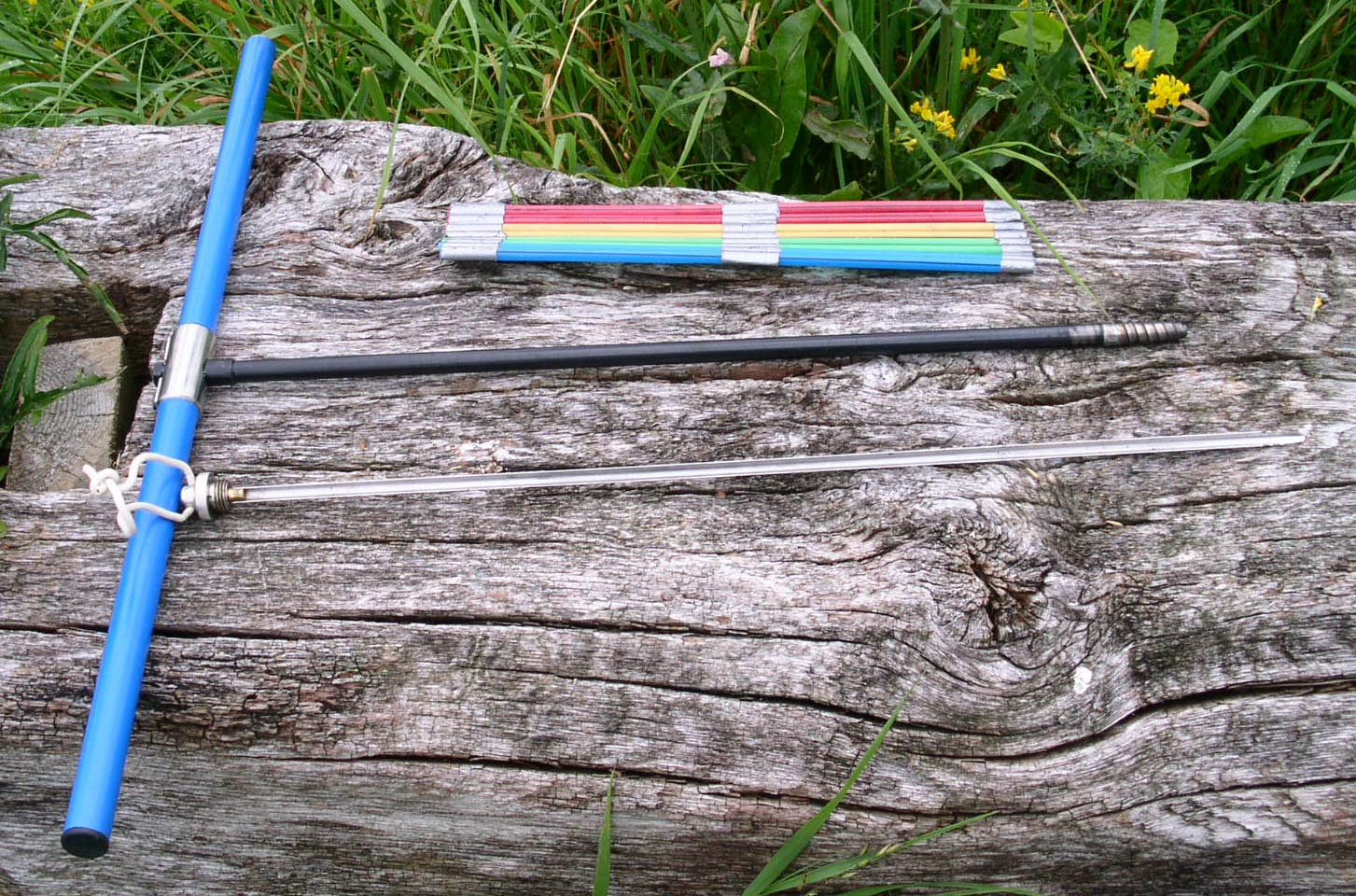
Tillväxtborr (2-skärigt 400 mm, Haglöfs modell)

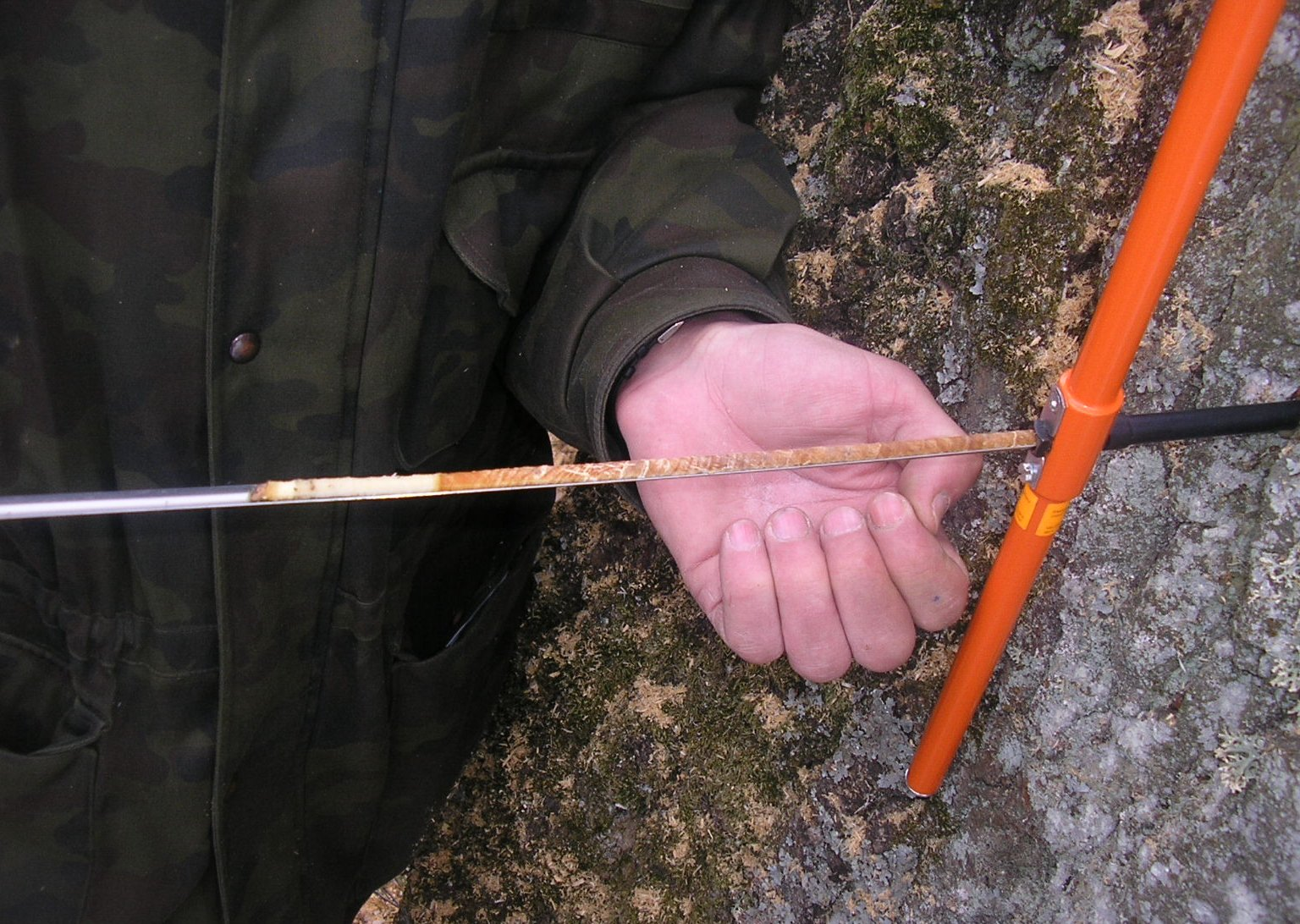
Borrkärnan ligger på skeden

Tillväxtborr är ett verktyg som används för att ta ut årsringsprov ur träd för att bestämma dess ålder och tillväxttakt, och för dendrokronologisk analys sedan åtminstone tidigt 1900-tal. Tillväxtborrar lämpar sig främst för levande träd, men kan också användas i byggnader och liknande. Vid provtagning erhålls en kärna vars diameter växlar mellan olika borrar, vanligen cirka 4–5 mm. Borren skruvas in i virket varvid den vassa eggen skär ut provet, som dras ut med en utdragare (sked), i borrets bakände. Ett borr som ger 5 mm borrkärna lämnar ett cirka 10 mm stort hål efter sig. Det återstående träet har komprimerats. När borret inte används förvaras det i handtaget. Tillväxtborr är vanligast i längderna 150–400 mm, men längre finns. 